# Pedro Alexandre
Pedro Alexandre is een gemeente in de Braziliaanse deelstaat Bahia. De gemeente telt 17.698 inwoners (schatting 2009).